# Almudena Rodríguez
Almudena Rodríguez (født 9. november 1993 i Las Palmas) er en spansk håndboldspiller, som spiller for CSM Bistrita i Rumænien og Spaniens håndboldlandshold.